# Pericopsis mooniana
Pericopsis mooniana es una especie de árbol, perteneciente a la familia Fabaceae.

## Ecología
Es un árbol bastante grande que se encuentra disperso principalmente por las zonas costeras. La especie ha sido fuertemente explotada por su hermosa madera, que tiene una gran demanda y cuenta con altos precios. Los suministros son limitados y el comercio y la exportación son mínimos. Está amenazada más por la pobre regeneración natural y la falta de replantación.

## Distribución
Se encuentra en Asia donde se distribuye por Borneo, Indonesia, Malasia, Filipinas y Sri Lanka, en Australia y en Nueva Guinea.

## Sinonimia
- Dalbergia lanceolaria Moon
- Dalbergia mooniana Thwaites
- Derris ponapensis Hosok.
- Ormosia villamilii Merr.
- Pericopsis ponapensis (Hosok.) Hosok